# Сноп (фонтан)
Фонтан «Сноп» — центральный фонтан в Монплезирском саду Дворцово-паркового ансамбля Петергоф.

## История
Фонтан «Сноп» — один из первых фонтанов Петергофа, построенных по указанию Петра I. Создан он был в 1722 — 1723 годах архитектором Н. Микетти и фонтанным мастером П. Суалемом (по другим сведениям, фонтан создан архитектором И. Устиновым под руководством Петра, а в 1723 году  переделан М. Г. Земцовым). Центр композиции — высокая обшитая туфом тумба в виде связки колосьев (снопа), из которой бьёт мощная струя воды (высота струи — 4,5 метра). Ниже по верхнему и нижнему кольцам располагаются ещё 24 наклонные, более тонкие струи. Вода стекает по пяти мраморным сливам. Диаметр бассейна — 12 метров.
Кордон фонтана к 1723 году был сделан из пудостского известняка, дно устилали чёрные и белые мраморные плиты, интервалы между сливными ступенями были украшены туфом. Основание было цилиндрическим с каннелюрами, на нём лежала золочёная грибовидная плита с верхним фонтанным кольцом, которую поддерживали кронштейны с волютами.
В конце XVIII века фонтан был переделан, тумба была выполнена в виде опрокинутого усечённого конуса, обшита туфом и украшена разноцветными раковинами. В это время фонтан получил название «Корона», как и похожий водомёт из Летнего сада.
В 1951 году разрушенный во время Великой Отечественной войны фонтан был восстановлен в изначальном виде — в форме снопа с прежним рисунком водяных струй.

## Галерея
- 1907 год
- 1850-1880-е годы
- 2014 год